# Хапоель (футбольний клуб, Єрусалим)
«Хапоель» Єрусалим (івр. מועדון כדורגל הפועל ירושלים; Moadon hAkaduregel Hapoel Yerushalayim) — ізраїльський футбольний клуб, що належить до спортивного товариства «Хапоель» (Єрусалим). Грає на стадіоні «Тедді», що вміщує 34 000 глядачів.
Найвищим досягненням для клубу є виграш Кубка Ізраїлю в 1973 році, і в тому ж році клуб став бронзовим призером чемпіонату Ізраїлю.

## Історія
Клуб був заснований в 1926 році і виступав у чемпіонаті підмандатної Палестини, а після створення Ізраїлю став виступати у другому дивізіоні країни.
У 1957 році команда вперше в історії вийшла до вищого дивізіону країни і у 1960 році команда завершила сезон 4-м місцем у чемпіонаті. З цього періоду і аж до 1980-х років «Хапоель» був провідною командою міста Єрусалима.
У 1973 році клуб виграв Кубок Ізраїлю після перемоги у фінальному матчі проти «Хакоаха» з міста Рамат-Ган, який наприкінці сезону став чемпіоном країни. У тому ж році «Хапоель» став бронзовим призером чемпіонату.
У 1980-х роках команда втратила гегемонію у місті на користь «Бейтара», тому на початку 1990-х років клуб перейшов у приватні руки і в 1998 році став фіналістом Кубка Ізраїлю.
У 2000 році клуб вилетів з Прем'єр-ліги і з тих пір не повертався до неї, натомість у команді почалось падіння, яке призвело до ряду понижень у класі. Після сезону 2006/07, в якому команда вдруге за нетривалий час вилетіла до третього дивізіону, розчаровані фанати, що були надзвичайно незадоволені керівництвом, вирішили створити власний клубу. Група, очолювана журналістом Урі Шерадським і за підтримки майбутнього мера Ніра Барката, створила власну команду «Хапоель Катамон», яка стала першим фанатським клубом Ізраїлю. Основна ж команда продовжила падіння і 2019 року вперше в історії вилетіла до четвертого дивізіону.

## Досягнення
- Володар Кубка Ізраїлю (1 раз): 1972/73
  - Фіналіст Кубка Ізраїлю (3 рази): 1942/43, 1971/72, 1997/98